# Once de Abril
Once de Abril es una localidad del estado mexicano de Chiapas. Es parte del municipio de Unión Juárez.

## Demografía
| Gráfica de evolución demográfica |
|                                  |

| Censo | Población |
| ----- | --------- |
| 1950  | 568       |
| 1960  | 939       |
| 1970  | 832       |
| 1980  | 1 269     |
| 1990  | 1 365     |
| 2000  | 1 240     |
| 2010  | 1 209     |
| 2020  | 1 286     |